# Xanthorhoe pratti
Xanthorhoe pratti là một loài bướm đêm trong họ Geometridae.